# Дзайбацу
Дзайбацу (яп. 財閥, собственность; с яп. — «клика богачей») — термин, применяемый для обозначения крупнейших промышленных и финансовых объединений Японии.

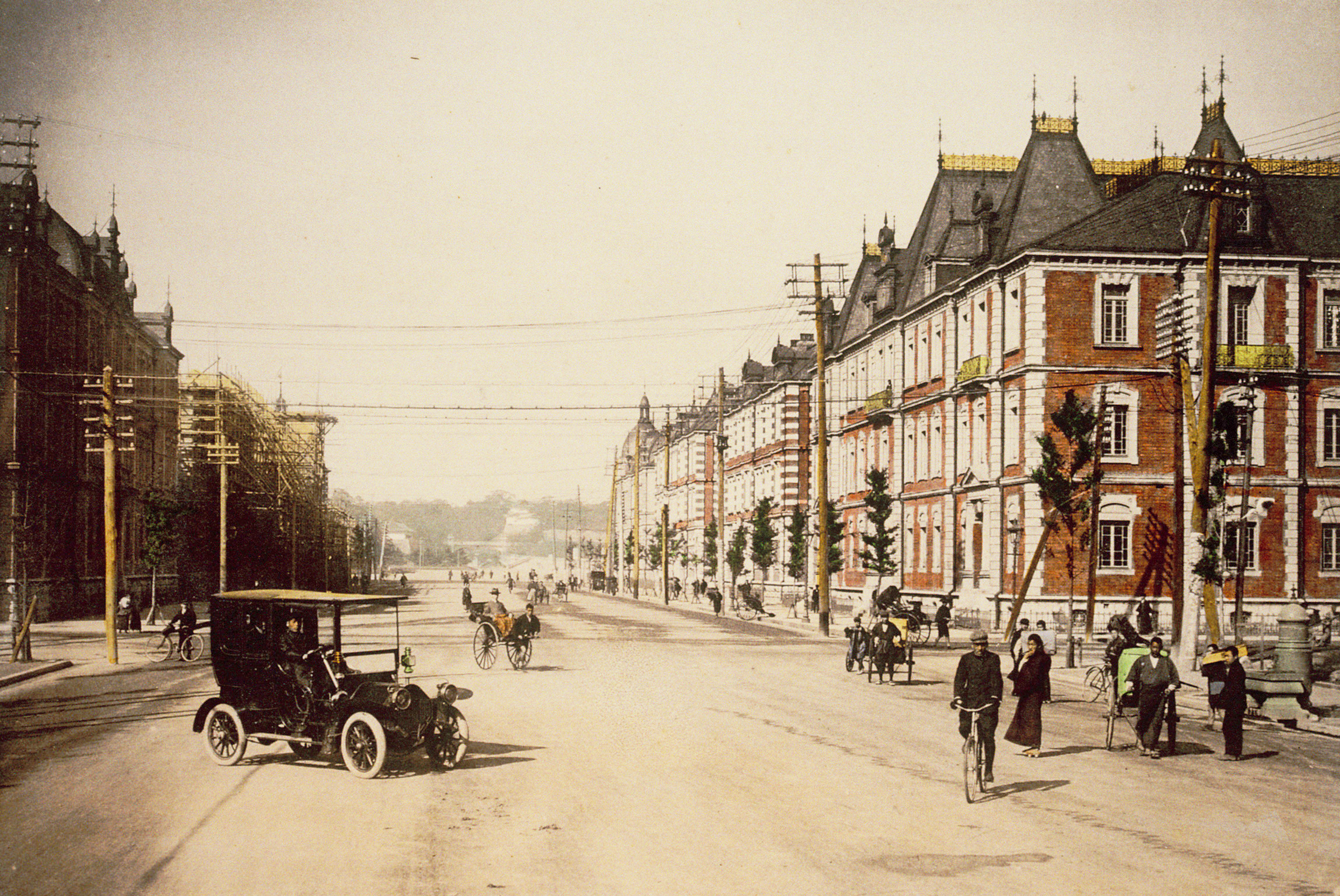
Штаб-квартира дзайбацу «Мицубиси» в Маруноути, до 1923 г.

Он использовался c XIX до первой половины XX века для именования больших семей, контролирующих банковские и индустриальные объединения (картели, синдикаты). Четыре главных дзайбацу начали свою историю ещё в период Эдо. Это «Мицубиси» (яп. 三菱), «Мицуи» (яп. 三井), «Сумитомо» (яп. 住友) и «Ясуда» (яп. 安田). Бизнес-конгломераты, «дочерние» и более мелкие дзайбацу, которые просуществовали со времён Русско-японской войны до Второй мировой: «Асано» (яп. 浅野財閥), «Окура» (яп. 大倉 о:кура), «Кога» (яп. 古河), «Накадзима» (яп. 中島) и «Аюкава» (яп. 鮎川).
Дзайбацу — это характерная японская форма конгломерата, для которой характерны семейная собственность и относительно высокий уровень диверсификации бизнеса.

## История и развитие
В период после революции Мэйдзи японцы начали активно развивать многие свои собственные институты и получили уникальный опыт формирования современного национального государства посредством тщательного отбора лучших характеристик западных правительств, обществ и их экономики. В то же время эти институты, созданные по западному образцу, приобрели уникальный японский оттенок, что наиболее заметно в развитии японской экономики и концепции бизнес-конгломератов, известных как дзайбацу. Благодаря своей власти и влиянию дзайбацу представляют собой пример технократии и корпоративного управления как катализаторов быстрого экономического развития.
Столкнувшись с нарастающим уровнем западного вторжения, японское правительство мобилизовало ресурсы страны для быстрого экономического развития.
Дзайбацу были в центре экономической и промышленной деятельности Японской империи, так как индустриализация Японии значительно ускорилась в эпоху Мэйдзи. Они оказывали большое влияние на внешнюю и военную политику Японии.
Восемь основных групп дзайбацу — Мицуи, Мицубиси, Сумитомо, Ясуда, Фурукава, Окура, Асамо и Фудзита — возникли в период после реставрации Мэйдзи в конце 1860-х годов. Ещё две группы, Кухара и Судзуки, возникли примерно в 1910 году.
Во главе данных групп стояли семьи, накопившие при покровительстве государства некоторое богатство и имевшие влияние в разных отраслях. На пике своего развития на долю четырех ведущих довоенных дзайбацу — Мицубиси, Мицуи, Сумитомо и Ясуда — приходилось примерно 24 % всей японской промышленности. Но конгломераты типа дзайбацу, большинство из которых располагалось в крупных городах, имели гораздо более широкое прямое и косвенное влияние на большую часть японской экономики.
С целью поощрения деятельности дзайбацу правительство предоставило им необходимый капитал, создало благоприятный налоговый режим, легкий доступ к иностранной валюте, защиту внутреннего рынка от иностранных конкурентов и т. д.
Некоторые авторы в своих работах в качестве важного фактора становления дзайбацу выделяют успешную систему управления персоналом и финансовыми потоками компаний, входивших в структуру конгломерата. Исследуя примеры таких дзайбацу как Мицубиси, Сумитомо и Ясуда, профессор Рэндалл Морк приходит к выводу о том, что их корпоративное управление было довольно эффективным, и это позволило обеспечить рациональное использование государственных активов. Можно сделать вывод о том, что не только близость к государственным кругам, но и факторы эффективного управления играли важную роль в решениях о передаче активов. Косвенным подтверждением эффективности дзайбацу служит тот факт, что промышленный подъем начался непосредственно после приватизации.
Ряд предприятий в рамках структур дзайбацу был связан и координировался с помощью различных механизмов. Полное владение или частичное перекрестное владение акциями было наиболее распространенным явлением, но юридически независимые предприятия (поставщики, клиенты и сотрудники) также были связаны с основной структурой через комитеты высшего руководства, механизмы совместного развития и обмена руководством и неформальные отношения.
К началу 1920-х годов все основные дзайбацу имели структуру с несколькими дочерними предприятиями. В этой структуре каждое из предприятий, дзайбацу, после диверсификации приняло форму не отделения, а дочерней компании, и, как в «многоотраслевой структуре», каждая дочерняя компания функционировала автономно внутри рамок общей групповой политики. Хотя семьи-основатели оказывали доминирующее влияние на стратегию распределения ресурсов и диверсификации, организации дзайбацу очень полагались на развитие и инициативу профессиональных менеджеров на всех уровнях. Поэтому они были важным источником управленческих знаний в эпоху быстрого роста 1960-х и 1970-х годов.
Держательские компании, возглавлявшие дзайбацу, опирались в своей деятельности на свободу предпринимательства (свобода слияния, приобретения акций, а следовательно, и свобода господства над другими компаниями).
В предвоенный период контроль над Японией был достигнут благодаря балансу интересов между дзайбацу, политиками и военными.

## Дзайбацу Мицубиси
Создатель дзайбацу «Мицубиси» (яп. 三菱財閥) Ивасаки Ятаро (яп. 岩崎 弥太郎, 1835—1885), старший сын Ивасаки Ядзиро (яп. 岩崎 弥次郎), был потомственным вассалом князей Яманоути (яп. 山内), владельцев княжества Тоса Коти (яп. 土佐高知藩 тоса ко:ти хан, перевод) на острове Сикоку.
В марте 1873 года Ивасаки Ятаро основал собственную компанию «Мицубиси сёкай» (яп. 三菱商会), в 1874 году переименованную в «Мицубиси дзёкисэн гайся» (яп. 三菱蒸汽船会社), а в 1875 году — в «Юбин кисэн Мицубиси ся» (яп. 郵便汽船三菱会社), быстро ставшую монополистом в морской торговле Японии.
С целью противодействия монополии «Мицубиси» дзайбацу «Мицуи» и «Сибусава Эйити» (яп. 渋沢栄一), при поддержке правительства Японии, в июле 1882 года создали полугосударственный трест «Кёдо унъю гайся» (яп. 共同運輸会社), немедленно развязавший против «Мицубиси» ценовую войну. Через три года обе конкурирующие компании выдохлись и, по настоянию правительства Японии, слились 29 сентября 1885 года в крупнейшую судоходную компанию Японии «Ниппон юсэн гайся» (яп. 日本郵船会社). Переименованная 15 декабря 1893 года в «Ниппон юсэн кабусики гайся» (яп. 日本郵船株式会社), она продолжает до настоящего времени оставаться крупнейшей судоходной компанией Японии, действуя под торговой маркой «NYK Line».
С течением времени дзайбацу «Мицубиси» диверсифицировал свою деятельность, охватив торговлю, тяжёлое машиностроение, банковское дело и страхование.
Несмотря на то, что «Мицубиси» добилась преобладающего влияния в новой компании и сохраняет его до сих пор, Ивасаки Ятаро не дожил до триумфа, скончавшись 7 февраля 1885 года от рака желудка. Во главе семейного дела встал его младший брат Ивасаки Яносукэ (яп. 岩崎 彌之助, 1851—1908), возглавлявший «Мицубиси» с 1885 по 1894 годы.
С целью совершения финансовых операций, не связанных с морскими перевозками, в 1880 году Ивасаки Ятаро создал «Мицубиси икантэн» (яп. 三菱為換店), ставшую ядром нового дзайбацу. Переименованная в 1886 году в «Мицубиси ся» (яп. 三菱社), в феврале 1893 года была преобразована Ивасаки Яносукэ в «Мицубиси госи гайся» (яп. 三菱合資会社), превратившись в держательскую компанию дзайбацу «Мицубиси».
Президентом новой компании стал Ивасаки Хисая (яп. 岩崎 久彌, 1865—1955), старший сын Ивасаки Ятаро, возглавлявший «Мицубиси» с 1894 по 1916 год. Следующим главой «Мицубиси» с 1916 по 1945 год был Коята Ивасаки (яп. 岩崎 小弥太, 1879—1945), старший сын Ивасаки Яносукэ. В 1937 году «Мицубиси госи гайся» переименована в «Кабусики гайся Мицубиси ся» (яп. 株式会社三菱社), а в 1943 году — в «Кабусики гайся Мицубиси хонся» (яп. 株式会社三菱本社) и была распущена в процессе ликвидации дзайбацу.
Дзайбацу «Мицубиси», похоже, была первой зарегистрированной корпорацией, принявшей многоотраслевую структуру в 1908 году, примерно за 15 лет до того, как эта структура была создана в Соединённых Штатах.
В послевоенный период «Мицубиси» участвовала практически во всех областях производства и всё ещё находясь под контролем семьи основателей (Ивасаки). Семья владела 55 % акций «Mitsubishi Holding Company», которая, в свою очередь, владела более 52 % дочерних и зависимых компаний.
Одним из лидеров дзайбацу Косю был Амэмия Кэйдзиро («царь спекулянтов») — предприниматель, занимавшийся развитием японского железнодорожного бизнеса.

## Ликвидация дзайбацу
Принадлежащие дзайбацу или контролируемые ими промышленные предприятия относительно мало пострадали в войне по сравнению с бесчисленными мелкими предприятиями, совершенно разрушенными во время войны.
Дзайбацу были технически практически развалены во время реформ, проводимых во время Союзнической оккупации Японии после Второй мировой войны. После того, как 16 октября 1945 года в штабе генерала Дугласа Макартура были сделаны заявления о ликвидации дзайбацу, 23 октября кабинет министров на внеочередном заседании вынес на обсуждение данный вопрос.
Подконтрольные семьям активы были конфискованы; главы конгломератов ликвидированы; объединённые руководства картелей, неотъемлемая часть старой системы координации всех компаний, были объявлены вне закона. Десять основных на тот момент дзайбацу, которые по плану SCAP (англ. Supreme Commander Allied Powers — Главнокомандующий силами союзников) должны были быть ликвидированы в 1946 году: «Асано», «Фурукава», «Накадзима», «Ниссан», «Номура» и «Окура». «Мацусита», которая всё же не могла в полной степени называться дзайбацу, поначалу должна была быть также закрыта, но она была спасена петицией, организованной союзом, в который входили 15 000 рабочих компании и их семьи. «Ясуда» была распущена ещё в ноябре 1945 года.
В конце 1945 г. негативную оценку деятельности дзайбацу дал побывавший в Японии руководитель американской миссии по репарациям Эдвин Поули. Подсчеты показывают, что активы дзайбацу уменьшились бы на 14,3% в результате потерь иностранных активов и дополнительно еще на 5% в результате применения других рекомендаций миссии Поули.
Дзайбацу стремились договориться об условиях, на которых будут сохранены их экономические и политические позиции в стране. После директивы Макартура, глава концерна Ясуда от своего имени и имени глав трех других крупнейших концернов представил свой план в отношении дзайбацу. В результате, появился «план Ясуда», согласно которому предусматривалась самоликвидация четырех концернов (Мицубиси, Сумитомо, Мицуи и Ясуда), а их ценные бумаги должны были быть переданы в ликвидационную комиссию и распроданы. Взамен концерны получали облигации без права их реализации в течение 10 лет. Также члены семьи и чиновники, владевшие наибольшей частью акций, обязывались уйти в отставку. В целом, реформированию подлежали 32 компании. Однако, на месте расформированных дзайбацу появлялись их копии вместе с тем же правлением, что свидетельствовало об устойчивости данного института и закон о ликвидации дзайбацу не принес ожидаемых результатов. Так, уже к 1948 году некоторые руководители дзайбацу вернулись к активной прежней работе.
В конце 1940-х годов союзные силы, которые начали демонтаж японской промышленной системы, составили список из 83 холдинговых компании дзайбацу, которых надлежало распустить, но от этой политики пришлось отказаться перед лицом критического экономического положения Японии в указанный период.
Позиции семейств Мицуи, Мицубиси, Сумитомо, Ясуда и других дзайбацу — в основном остались непоколебимыми. Правда, военное поражение Японии нанесло серьёзный удар японским монополиям. Только в результате потери колоний концерн «Мицуи» лишился 48 из 197 своих компаний, концерн «Мицубиси» потерял 13 компаний из 40. Отдельные дзайбацу потеряли до трёх четвертей всего имущества, а все дзайбацу лишились 14% принадлежавшего им капитала.
Полное уничтожение дзайбацу не было достигнуто Союзническими реформами, отчасти благодаря духу того времени. Дзайбацу признавались выгодными для страны; простой японский народ, рабочие компаний, управленческий состав и бюрократия — все сходились в негативном мнении по отношению к попыткам их уничтожения. К тому же, изменяющаяся политика Оккупационных сил по отношению к Японии послужила определённым препятствием на пути к ликвидации дзайбацу. Практически все дзайбацу были реформированы в кэйрэцу и в виде кэйрэцу существуют до сих пор, и контролируют существенную часть экономики Японии.
Таким образом, хотя большинство первоначальных структур дзайбацу все еще существуют в той или иной форме, реальный уровень их влияния на японский бизнес и экономику является предметом споров.

## Другие значения
Термин стал популярен в США в 1980-х годах для обозначения любой большой корпорации, в большей степени благодаря употреблению в нескольких киберпанк-произведениях, но он не используется в Японии, кроме как в своём историческом значении.
В популярных сериях видеоигр GTA и Tekken термином Дзайбацу называется крупный преступный конгломерат, обладающий шаблонным представлением о значении термина.